# West coast swing

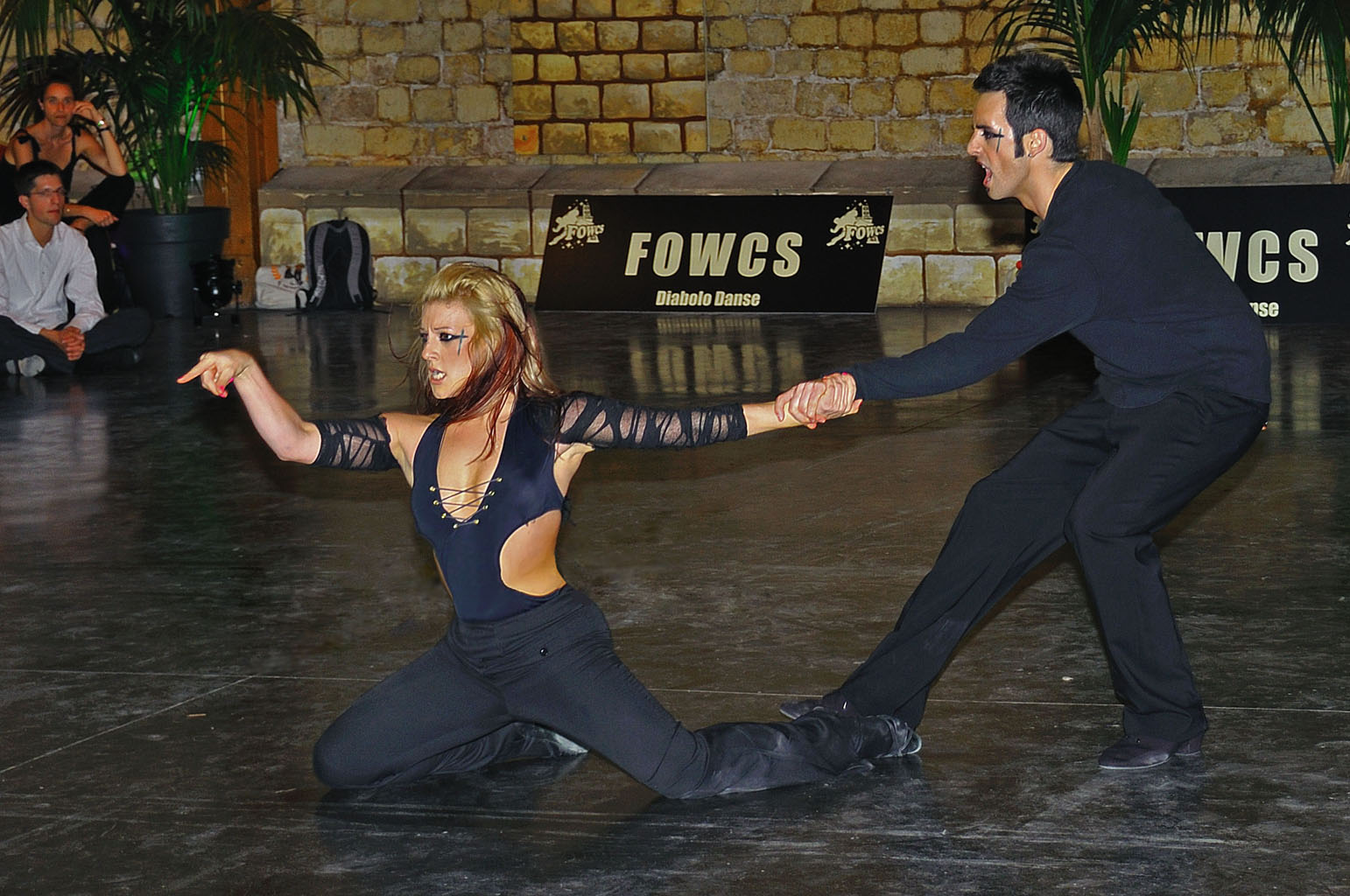
Pareja bailando west coast swing.

El West Coast Swing es un baile en pareja con raíces en el lindy hop. Se baila en línea (a lo largo del llamado slot) y se distingue por una estética elástica entre los bailarines y por dar mucho margen a la improvisación.
El West Coast Swing no está definido por un único estilo musical, ya que ha evolucionado con el paso del tiempo adaptándose a la música de cada época. Se baila con la mayoría de estilos, especialmente los más populares en cada momento. Empezó en la Costa Oeste de los Estados Unidos (de ahí su nombre) con Swing, Jazz y Blues, pasando a bailarse en bares de Country en distintas áreas del país, después se centró en la música Pop, y en los últimos años el Hip-Hop y canciones líricas contemporáneas han tenido un gran impacto.

## Historia
Los orígenes del west coast swing están en el lindy hop. En un libro de 1947, Arthur Murray escribió: «Hay cientos de danzas regionales del tipo Jitterbug. Cada sección del país parece tener una variación propia».
Dean Collins, quien llegó al área de Los Ángeles alrededor de 1937, fue influyente en el desarrollo del estilo de baile swing en la costa oeste de los Estados Unidos como intérprete y maestro. Sin embargo, cuando le preguntaron a su esposa, Mary Collins, si Dean era responsable de la aparición del baile, ella dijo que Dean insistió en que había «solo dos tipos de baile de swing: bueno y malo». De acuerdo con uno de sus antiguos alumnos, un miembro de su última compañía de baile, Collins mismo dijo que no tenía nada que ver con el estilo de west coast swing.

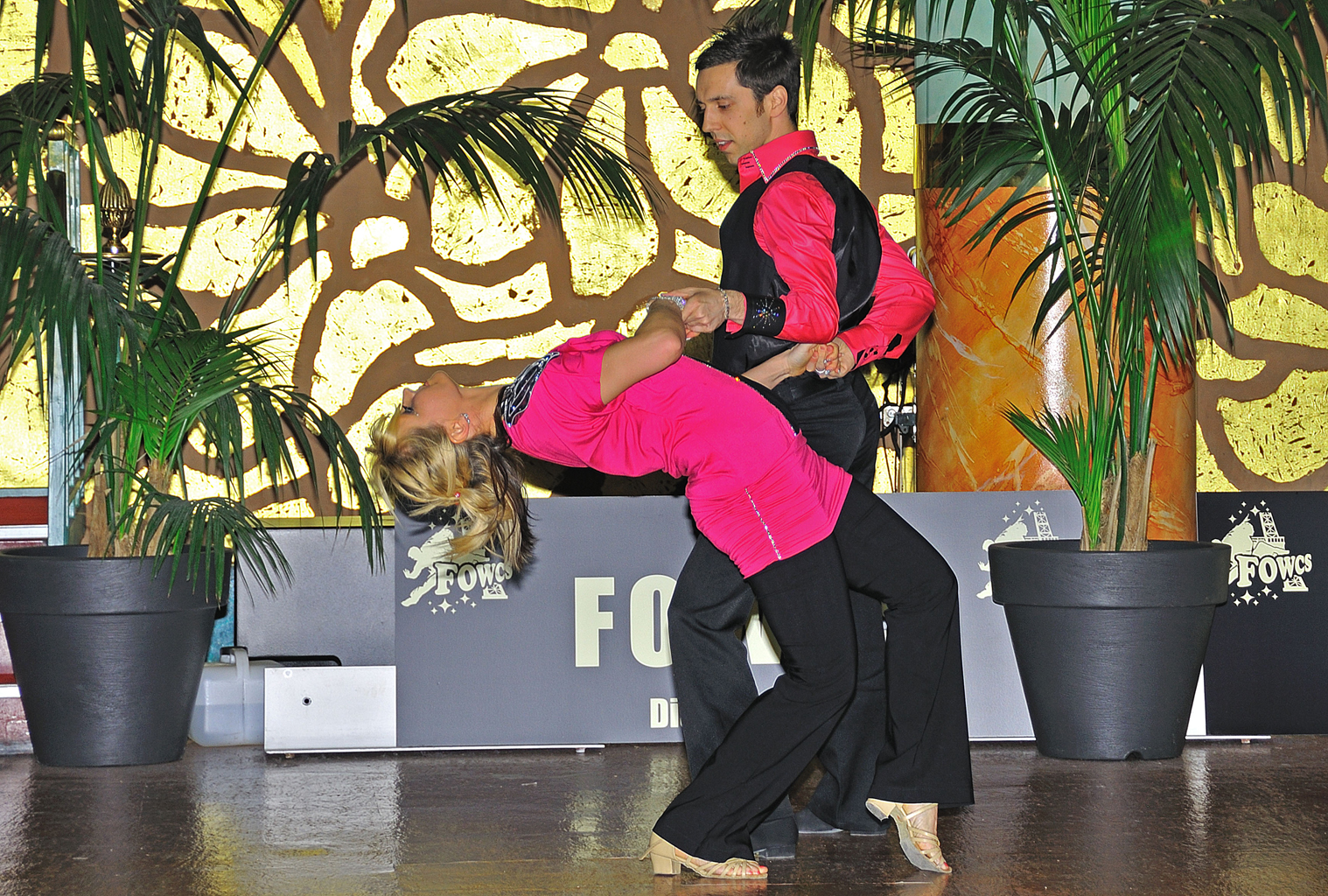
West coast swing

Laure Haile, una Directora Nacional de Baile de Arthur Murray documentó el baile swing en Los Ángeles y usó el nombre «Western swing».
El western swing, el country boogie y, con un público más reducido, el jump blues fueron populares en la costa oeste a lo largo de la década de 1940 y 1950 cuando fueron renombrados y comercializados como rock and roll en 1954. Los bailarines bailaron una forma de «un "swingier" más suave y apagado» de jitterbug  a la música swing occidental.
El west coast swing (todavía conocido como Western Swing en ese momento) es la base del baile en la escena de ensayo en Hot Rod Gang (1958). La música es suministrada por el músico de rockabilly Gene Vincent y «Dance to the Bop».
Murray enseñó western swing comenzando desde una posición cerrada y la posibilidad de bailar ritmo simple, doble o triple. Después de que los patrones de «tiro» comenzaron con la mujer «caminando» y el hombre haciendo un «paso de rock», o uniéndose para los conteos uno y dos. Aunque el baile se mantuvo básicamente igual, la Golden State Dance Teachers Association (GSDTA) comenzó a enseñar desde los pasos a pie, cuenta 1 y 2. Reemplazó el paso práctico de Laure Haile con un «Paso de anclaje» alrededor de 1961.
«West Coast swing» como sinónimo de «Western swing» aparece en un libro de baile de 1961, y fue utilizado en un anuncio de Skippy Blair en 1962, pero no se incorporó a los círculos de swing hasta la década de 1960.
Blair le da crédito a Jim Bannister, editor del periódico Herald American en Downey, California, por sugerir el nombre west coast swing.
En su libro de 1994 Dance Terminology Notebook, Blair escribió que ella «le diría a cualquiera que quisiera escuchar, que Western realmente quería decir West Coast. Uno de los estudiantes hizo una observación astuta y preguntó: "Entonces, ¿por qué no dices eso?"».
Cuando el Golden West Ballroom, en Norwalk, California, cambió de country a baile de salón, el baile más publicitado en el Marquee fue el west coast swing.
«A partir de la apertura en 1967 del salón de baile Golden West en Norwalk, California, y hasta 1980, el west coast swing estuvo en la marquesina ya que el baile se enseña todos los miércoles y viernes por la noche».
Western Swing fue documentado en la edición de 1971 de la «Encyclopedia of Social Dance». Los patrones comenzaron cuando la mujer dio un paso adelante dos veces, pero describió el «paso práctico» con un paso adelante como el último paso del segundo triple. La canción que se incluyó para este baile fue «Comin' On» de Bill Black's Combo. Todavía en 1978, el término «western swing» era un uso común entre Chain and Independent Studios para describir «slotted swing».
Hacia 1978, «california Swing» era otro nombre para el west coast swing, aunque con un estilo que era «considerado más arriba, con un sabor más contemporáneo». Para 1978, el GSDTA tenía «unos 200 o más patrones y variaciones» para el west coast swing.
En 1988, el west coast swing se pronunció como el baile estatal oficial de California.

## Slot
El West Coast Swing es un baile en línea. Se baila en un área imaginaria (slot), larga y delgada, de unos dos metros y medio de largo si se baila a un tempo muy lento, pero más corta si la música tiene un tempo más rápido. El follower se desplaza de un extremo al otro del slot, mientras que el leader se mueve una cantidad mínima, apartándose hacia los lados para dejar pasar al follower, que ligeramente roza contra él cada vez que lo pasa.
Socialmente, se considera buena etiqueta (particularmente ena pista de baile llena de gente) usar un slot fijo, para permitir bailar sin incidentes. Generalmente las parejas establecen un slot en paralelo a otros bailarines que ya han escogido un espacio para bailar. Si la pista no está abarrotada y la pareja tiene más espacio, como durante un evento competitivo, los bailarines pueden mover el slot por la pista de forma más liberal.
Existen mitos urbanos con respecto al origen del estilo en línea. Según una versión, fue un invento de los cineastas de Hollywood que querían que «los bailarines permanezcan en el mismo plano, para evitar entrar y salir de foco».
Una variación del tema «cineasta de Hollywood» es que los realizadores querían «evitar filmar las espaldas» de los bailarines. Una vista de películas con el trabajo de Dean Collins en la década de 1940, y películas de rock and roll realizadas a mediados de la década de 1950 revela el hecho de que los bailarines se vuelven con frecuencia e inevitablemente le dan la espalda a la cámara. Aunque el balboa, otro baile de swing, sin slot, se hizo popular en la misma área y en las mismas condiciones, se ha hablado mucho de «jitterbugging en los pasillos» como fuente del estilo en línea.
Los movimientos en línea fueron una parte común del vocabulario de pasos de los bailarines lindy hop y jitterbug durante los años 1940 y 1950. Sin embargo, en lugar de caminar, caminar en el west coast swing, se usaron dos juegos de pasos triples cuando la mujer descendió por el slot, seguido por un paso de rock en lugar del paso triple y ancla actual.

## Música
El west coast swing se remonta a la era swing del jazz. Durante este período, muchos músicos de jazz, blues y country incorporaron swing en su música. Escribiendo en el Arthur Murray Silver Dance Notebook, Laure Haile, quien describió por primera vez el «western Swing»", enumeró las siguientes canciones como «Good Swing o Fox Trot Records»:
- «Let's Dance» de Ray Anthony[37])
- «Be-Bop's Spoken Here» de Les Brown Columbia 38499[38]
- «Also Good Swing» - pero inusual coro de «AABA»
- «One Mint Julep», Buddy Morrow, Victor 20-4869[39]
- «Dry Bones», Tommy Dorsey, Victor 20-3523[40]

Los movimientos del west coast swing se pueden ver en películas de rock and roll hechas en esa época.
Mientras que los adolescentes preferían bailar estilo libre a través de una sucesión constantemente cambiante de las tendencias de la danza social de la discoteca durante la década de 1960, los adultos mantenían vivo el swing.
Western Swing fue documentado en la edición de 1971 de la Encyclopedia of Social Dance, que enumera el «paso práctico» (con un paso adelante como el último paso del segundo triple) en lugar del Paso Ancla. La canción que se incluyó para este baile fue «Comin 'On» de Bill Black's Combo.
A mediados de la década de 1970, el disco revitalizó el baile de pareja, y en California el west coast swing fue uno de los bailes de la época. En la década de 1990, los bailarines de country western estaban bailando west coast swing a las canciones contemporáneas de country western.

## Estilos
El west coast swing se puede bailar con casi cualquier música escrita en 4/4 tiempos.
En el pasado, la velocidad ideal para el west coast swing se citaba como 32 medidas por minuto, en comparación con los consejos para elegir «registros que están alrededor de 28 mpm» para el «western swing». En sus reglas 2014-2016, UCWDC especificó un rango de 102-114 bpm con una velocidad preferida de 108 bpm «para todos». Los bailarines de west coast swing han adoptado géneros musicales como el hip hop y el blues, ambos a menudo muy por debajo de los 100 bpm.
Al escribir sobre el west coast swing, Skippy Blair dijo: «El único problema que existe en el swing es cuando alguien decide que solo hay una forma de bailarlo. Nunca hay una sola forma de hacer algo... Probar diferentes estilos que admiras en otras personas... hasta que encuentres el que te sienta cómodo».
Bailando con diferentes tipos de música da una sensación y apariencia diferente.
Un resumen de 1998 de las tendencias en West Coast Swing enumeró lo siguiente:
- Tradicional/Clásico: con muy poca extensión del brazo desacoplado, el hombre moviéndose hacia fuera y en el centro de la pista para la mayoría de los movimientos, y un gran «peso de pareja»
- Moderno: con más extensiones de brazo libre, y énfasis en cuántos giros, etc., el hombre puede liderar.

En 1994, Blair observó que la postura de los hombres era más recta que en años anteriores.

## Pautas básicas
El West Coast Swing es un baile social en evolución que ha sufrido muchos cambios a lo largo de su corta historia, incorporando técnicas de numerosos estilos de baile. Sin embargo, hay muchas pautas que se deben seguir para mantener el verdadero carácter del baile. El carácter de un baile se define típicamente por una filosofía básica, principios de movimiento y pasos y figuras tradicionales. Si bien estas pautas pueden ser violadas, al cometer demasiadas violaciones se corre el riesgo de apartarse de las características que definen el baile.
El west coast swing moderno se define en gran medida por su énfasis en la musicalidad y la conexión. El movimiento se basa en un principio tomado del baile de salón y el baile latino en el cual el bailarín mueve su centro de gravedad inmediatamente sobre el pie cuando se desea una transferencia de peso. Las figuras tradicionales incluyen patrones de 6 y 8 tiempos de una de las cuatro variedades básicas:
- Starter Step
- Side Pass (pase lateral)
- Push Break / Sugar Push
- Whip

Muchas figuras comunes del West Coast Swing derivan de variaciones simples de estas figuras básicas. Es también un baile fundamentalmente improvisado, y por lo tanto, tales figuras definidas son simplemente puntos de partida para los bailarines expertos. Además, se puede decir que el West Coast Swing se fundamenta en la creación y redirección de la inercia del follower por parte del leader, para comunicar cómo desea dirigir el baile.

## Figuras básicas o patrones
- Right Side Pass o Under Arm Turn: Un básico de seis tiempos donde el follower es conducido al otro extremo del slot, pasando a la derecha del líder (pase lateral derecho) o adicionalmente debajo del brazo del líder.
- Left Side Pass: Un básico de seis tiempos donde el follower es llevado al otro extremo del slot, pasando a la izquierda del leader.
- Tuck Turn: Similar al left side pass, pero el leader levanta su mano izquierda en el 2.º tiempo para crear una acción de compresión con la follower que causa un rebote entre los tiempos 3 y 4. Luego la follower gira bajo la izquierda del brazo del leader en los tiempos 5 y 6.
- Push Break o Sugar Push: Un básico de seis tiempos en el que el follower, de cara al leader, es conducido desde el final del slot hasta un agarre de una o dos manos, y luego regresa a su posición inicial. Esta figura aparentemente muy simple requiere «compresión» o «resistencia» para crear el patrón. Si bien los brazos permanecen firmes pero flexibles, no debe haber empujones ni tirones excesivos en los brazos, sino en el cuerpo.[55] El Sugar Push ha existido desde 1952.[56] En algunos casos, esta secuencia se enseña como «el básico de seis tiempos».[57]
- Whip: Un básico de ocho tiempos con muchas variaciones. En un whip básico, el follower es llevado más allá del leader y luego redirigido hacia el final del slot desde la que ella (o él si un hombre está siguiendo) comenzó. El footwork básico para un whip extiende el patrón de seis tiempos al insertar un par de pasos para caminar entre los pasos triples.

## Difusión global
El west coast swing se baila en todo el mundo. Es más popular en los Estados Unidos, en lugares como California y Texas.
Es popular en Francia, Rusia, Reino Unido, Alemania Israel, Islandia, Australia, Austria, Polonia, Hungría Letonia, Suecia, Noruega, Países Bajos, Finlandia, Bielorrusia, España  y Panamá.